# Luke Smith
Pour les articles homonymes, voir Luke Smith (homonymie).
Luke Smith est un personnage de la série anglaise The Sarah Jane Adventures. On le voit aussi apparaitre dans quelques épisodes de Doctor Who.

## Caractère
Luke est né d'une expérience extra-terrestre, bien que totalement humain. Du fait de sa combinaison d'ADN, Luke est un génie des mathématiques à la mémoire prodigieuse, mais a des problèmes à comprendre les relations sociales étant donné qu'il est né sous la forme d'un ado de 13 ans. Né par clonage et hybridation, Luke ne possède pas de nombril.
Adopté par Sarah Jane Smith, il se noue une relation mère/fils entre elle et lui. Il est ami avec Maria Jackson et Clyde Langer qui tentent de l'aider afin qu'il comprenne les rapports sociaux et ce qu'est d'être humain.

## Histoire du personnage
Luke est né d'une demande des extra-terrestres Banes. En effet, afin de créer un produit qui puisse asservir tous les humains, ceux-ci ont compilé l'ADN de milliers d'êtres humains et formé un archétype qui les aidera dans cette démarche. "Né" lors d'une interférence de l'usine provoqué par Maria Jackson et Sarah Jane Smith il est adopté par Sarah Jane à la fin du pilote, qui lui donnera son véritable nom. 
Au centre de l'épisode The Lost Boy, la question de son adoption par Sarah Jane Smith est brièvement remise en question. 